# Lehitski jeziki
Lehitski jeziki (poljsko języki lechickie) so veja zahodnoslovanskih jezikov, kamor spadata poljščina in kašubščina. Del veje so tudi izumrli jeziki slovinščina, polabščina ter srednjeveška in zahodna pomorjanščina. 
Ta veja zahodnoslovanskih jezikov je dobila ime po legendarnem poljskem vladarju Lehu (polj. Lech).
Med najpomembnejšimi značilnostmi lehitskih jezikov je ohranitev nosnih samoglasnikov, prav tako pa so ohranili praslovanski glas *dz. V besedah praslovanskega porekla lehitski jeziki ohranjajo tudi glas g, ki se je v češčini in slovaščini spremenil v h (primer je poljska beseda góra, ki jo v češčini in slovaščini najdemo v obliki hora).